# Campionati europei di ciclismo su strada 2017 - Gara in linea femminile Junior
La gara in linea femminile Junior dei Campionati europei di ciclismo su strada 2017, tredicesima edizione della prova, si disputò il 3 agosto 2017 con arrivo a Herning, in Danimarca. La vittoria fu appannaggio dell'olandese Lorena Wiebes, che terminò la gara in 1h32'21", precedendo la danese Emma Norsgaard Jørgensen e l'italiana Letizia Paternoster.
Sul traguardo di Herning 78 cicliste, su 86 partenti, portarono a termine la competizione.

## Squadre partecipanti
| N.    | Cod. | Squadra     |
| ----- | ---- | ----------- |
| 1-6   | NLD  | Paesi Bassi |
| 7-12  | FRA  | Francia     |
| 13-18 | ITA  | Italia      |
| 19-24 | DEN  | Danimarca   |
| 25-29 | BEL  | Belgio      |
| 30-35 | GER  | Germania    |
| 36-41 | POL  | Polonia     |
| 42    | AUT  | Austria     |
| 43-45 | BLR  | Bielorussia |
| 46    | CRO  | Croazia     |
| 47-49 | CZE  | Rep. Ceca   |
| 50    | EST  | Estonia     |
| 51    | FIN  | Finlandia   |
| 52-53 | HUN  | Ungheria    |

| N.    | Cod. | Squadra     |
| ----- | ---- | ----------- |
| 54    | ISL  | Islanda     |
| 55-59 | LTU  | Lituania    |
| 60    | LUX  | Lussemburgo |
| 61    | MAL  | Malta       |
| 62-65 | NOR  | Norvegia    |
| 66    | PRT  | Portogallo  |
| 67-72 | RUS  | Russia      |
| 73-74 | SVK  | Slovacchia  |
| 75    | SVN  | Slovenia    |
| 76-78 | ESP  | Spagna      |
| 79-80 | SWE  | Svezia      |
| 81-83 | SUI  | Svizzera    |
| 84-85 | TUR  | Turchia     |
| 86    | UKR  | Ukraina     |

## Ordine d'arrivo (Top 10)
| Pos. | Corridore                | Squadra     | Tempo    |
| ---- | ------------------------ | ----------- | -------- |
| 1    | Lorena Wiebes            | Paesi Bassi | 1h32'21" |
| 2    | Emma Norsgaard Jørgensen | Danimarca   | s.t.     |
| 3    | Letizia Paternoster      | Italia      | s.t.     |
| 4    | Martina Fidanza          | Italia      | s.t.     |
| 5    | Clara Lundmark           | Svezia      | s.t.     |
| 6    | Maeva Paret              | Francia     | s.t.     |
| 7    | Maria Martins            | Portogallo  | s.t.     |
| 8    | Shari Bossuyt            | Belgio      | s.t.     |
| 9    | Sofia Rodriguez          | Spagna      | s.t.     |
| 10   | Maja Perinović           | Croazia     | s.t.     |